# 公平龍屬
公平龍屬（學名："Ischyrosaurus"）意為「強壯蜥蜴」，是蜥腳下目的一屬恐龍，其化石發現於英格蘭多塞特郡的啟莫里粘土層，地質年代為侏羅紀晚期。公平龍有時被歸類於白堊紀早期的畸形龍，而畸形龍本身是個「未歸類物種集中地」，目前沒有充分的證據支持這個分類法。公平龍是大型四足的植食性恐龍。

## 歷史及分類
公平龍的化石是在1868年發現的部份肱骨（編號BMNH R41626）。在1869年，約翰·赫克（John Hulke）簡單的描述了這些化石，並於1874年命名。
在1888年，喬治·奧利舍夫斯基（George Olshevsky）提出理查德·莱德克（Richard Lydekker）是從約翰·赫克的未出版1874年文獻得到公平龍的名字。但是還有另一種說法，認為公平龍的學名已被愛德華·德林克·科普（Edward Drinker Cope）在1871年使用過，用以取代約瑟夫·萊迪（Joseph Leidy）建立的Ischyrotherium。雖然科普較早命名，但科普的用法自從1899年之後未被採納過，是個遺失名。
如同其他在歐洲侏羅紀晚期及白堊紀早期地層發現的蜥腳類化石，公平龍與畸形龍、鳥面龍三者有複雜的分類歷史。公平龍最初被歸類於鳥面龍屬的一種，曼氏鳥面龍（O. manseli），接著又被歸類於畸形龍的一種，曼氏畸形龍（P. manseli）。但是除了一般的相似特徵外，從未有明顯的證據顯示公平龍是屬於這兩屬中的任何一個。
在2004年，保羅·厄普丘奇（Paul Upchurch）等人的研究提出公平龍是蜥腳下目的位置不明屬，狀態為遺失名（Nomen oblitum）。而德恩·奈許（Darren Naish）則認為牠可能是屬於腕龍科。在國際動物命名法規上，公平龍需要建立一個新的學名，但由於侏羅紀至白堊紀期間的歐洲蜥腳下目，有複雜、互相牽扯的分類問題，需要發現更多公平龍的化石才能有定案。

## 外部連結
- 恐龍博物館──公平龍